# Máy bay ném bom hạng nhẹ

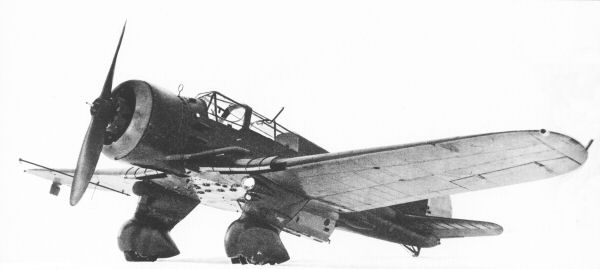
PZL.23 Karaś của Ba Lan, máy bay ném bom hạng nhẹ chính trong Cuộc xâm lược Ba Lan 1939

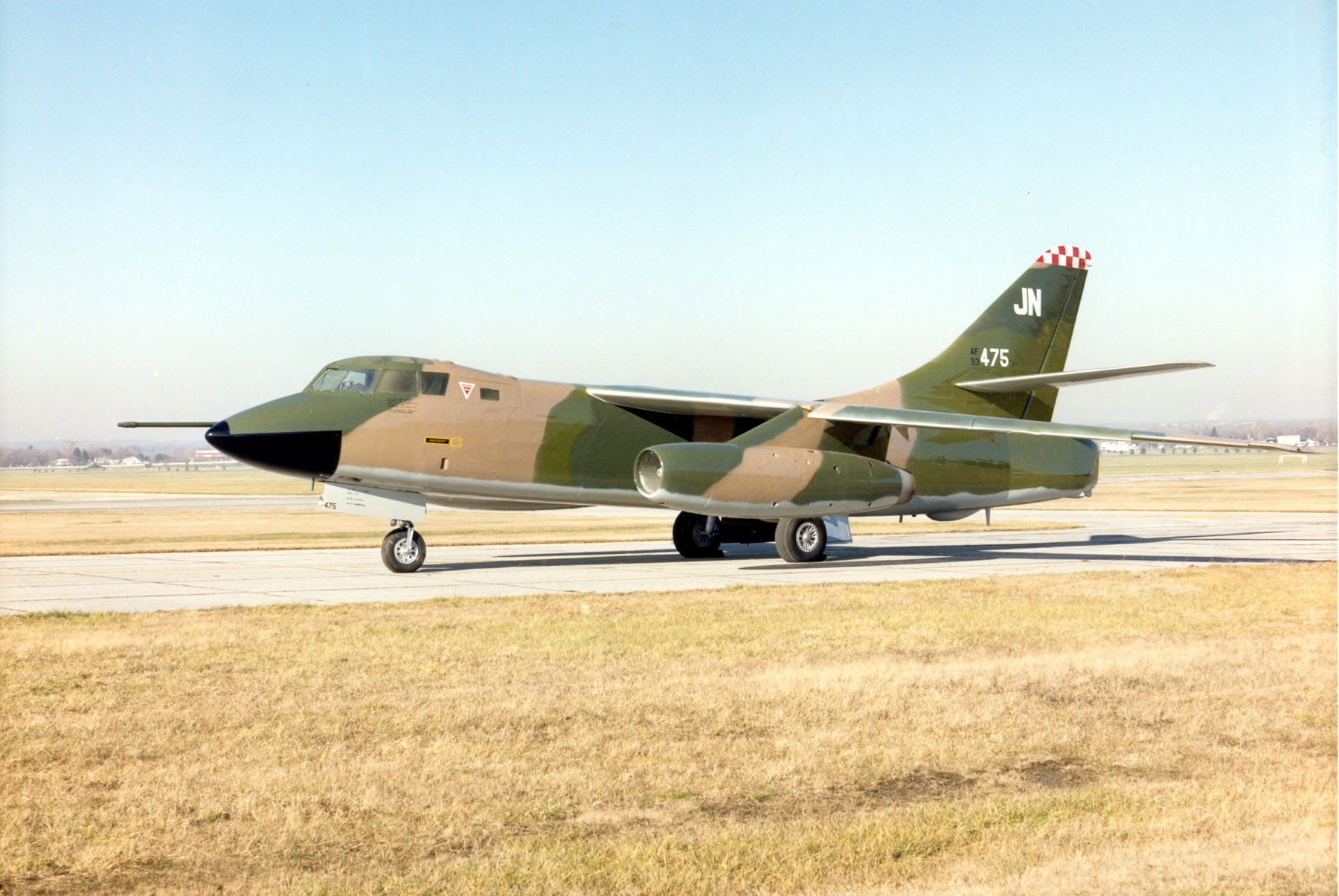
B-66 Destroyer, một máy bay ném bom hạng nhẹ

Máy bay ném bom hạng nhẹ là một lớp máy bay ném bom quân sự tương đối nhỏ và nhanh, được sử dụng chủ yếu trước thập niên 1950. Những máy bay loại này thường không mang được nhiều hơn một tấn bom và chỉ hoạt động được trong một phạm vi gần.
Những máy bay ném bom hạng nhẹ trong Chiến tranh thế giới I là những máy bay một động cơ với khả năng mang được từ 50–400 kg bom. Loại máy bay này cũng thường được sử dụng như máy bay trinh sát. Ví dụ như Avro 504.
Trước Chiến tranh thế giới II, động cơ khỏe rất khan hiếm đến nỗi có vài kiểu máy bay ném bom như hạng nhẹ, hạng trung bình và hạng nặng đều phải sử dụng chung các loại động cơ. Khi những máy bay tiêm kích phát triển có thể mang được nhiều loại vũ khí cộng với tốc độ cao, máy bay ném bom hạng nhẹ đã bị thay thế trong thập niên 1950 và kết thúc thời kỳ sử dụng loại máy bay ném bom này.
Máy bay ném bom hạng nhẹ trong Chiến tranh thế giới II thường trang bị động cơ đơn, ở mức độ ít hơn được trang bị hai động cơ với khả năng mang bom từ 500–1000 kg. Những thiết kế được miêu tả như máy bay ném bom hạng nhẹ bao gồm Fairey Battle (Anh), Sukhoi Su-2 và Yakovlev Yak-4 (Liên Xô).
Một số dòng máy bay trong lớp máy bay ném bom này là những máy bay ném bom bổ nhào. Máy bay ném bom hạng nhẹ cũng là kiểu máy bay ném bom duy nhất hoạt động trên những tàu sân bay. Một vài thiết kế máy bay ném bom hạng nhẹ hai động cơ cũng thành công khi chuyển đổi chức năng thành những máy bay tiêm kích hạng nặng hoặc máy bay tiêm kích ban đêm. Ví dụ như Bristol Blenheim, De Havilland Mosquito.
Máy bay ném bom hạng nhẹ được giao nhiệm vụ tương tự với những máy bay tấn công và máy bay tiêm kích-ném bom hiện đại.